# Microsoft Update
Microsoft Update je služba společnosti Microsoft, která rozšiřuje možnosti aktualizačního serveru Windows Update o schopnost vyhledat aktualizace dalších produktů Microsoftu nainstalovaných v PC, jako je například Microsoft Office nebo Visual Studio. 
Ve výchozím nastavení tato služba není aktivní – její spuštění je uživateli nabídnuto na serveru Windows Update. Pokud službu spustí, bude při návštěvě serveru windowsupdate.microsoft.com automaticky přesměrován na server update.microsoft.com. Microsoft Update je možné opět deaktivovat přímo na serveru update.microsoft.com.
Microsoft Update je stejně jako Windows Update řízena prvkem ActiveX, a proto je k její funkčnosti například webový prohlížeč Internet Explorer. Pokud se uživatel na tyto webové servery pokusí vstoupit s jiným webovým prohlížečem, je mu nabídnuta možnost stáhnout Windows Internet Explorer nebo přejít na Microsoft Download Center a vyhledat aktualizace ručně.